# Placa de les Kermadec

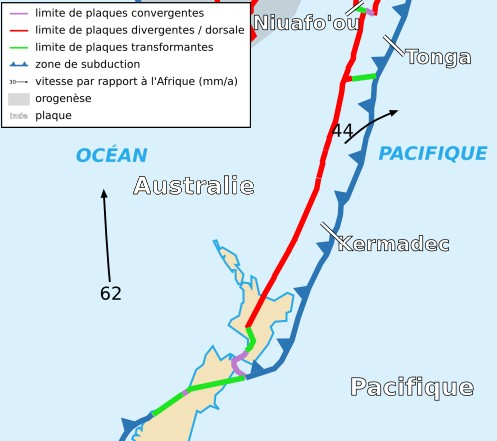
Mapa de la Placa de Kermadec i les plaques veïnes (en francès)

La placa de Kermadec és una microplaca tectònica de la litosfera de la Terra. La seva superfície és de 0,01245 estereoradiants. Normalment està associada amb la placa australiana.
Es troba a l'oceà Pacífic occidental, i n'ocupa les illes Kermadec i l'est de l'Illa del Nord de Nova Zelanda.
La placa de Kermadec està en contacte amb les plaques de Tonga, australiana i pacífica. En els seus límits amb altres plaques destaca la Fossa de les Kermadec, a la costa est de les Illes Kermadec i la Fossa d'Hikurangi a la costa est de l'illa del Nord.
El desplaçament de la placa de Kermadec es produeix a una velocitat de 2,831° per milió d'anys en un pol d'Euler situat a 47° 52'de latitud nord i 3°12' de longitud oest (referència: placa del Pacífic).
La placa de Kermadec pren el seu nom de les Illes Kermadec.